# Boston-Marathon 1899
| 3. Boston-Marathon     | 3. Boston-Marathon             |
| ---------------------- | ------------------------------ |
| Stadt                  | Boston, Vereinigte Staaten     |
| Datum                  | 19. April 1899                 |
| Distanz                | 37 – 38,5 Kilometer            |
| Sieger                 |                                |
| Männer                 | Lawrence Brignolia (2:54:38 h) |
| ← Boston-Marathon 1898 | Boston-Marathon 1900 →         |
| Website                | Offizielle Website             |

Der Boston-Marathon 1899 war die 3. Ausgabe der jährlich stattfindenden Laufveranstaltung in Boston, Vereinigte Staaten. Der Marathon fand am 19. April 1899 statt. Die Laufdistanz betrug zwischen 37 und 38,5 Kilometer.
Es gewann Lawrence Brignolia in 2:54:38 h.

## Ergebnis
| Platz | Athlet            | Land               | Zeit (h) |
| ----- | ----------------- | ------------------ | -------- |
| 01    | Lawrence Brignoli | Vereinigte Staaten | 2:54:38  |
| 02    | Richard Grant     | Vereinigte Staaten | 2:57:46  |
| 03    | B. Sullivan       | Vereinigte Staaten | 3:02:01  |
| 04    | John B. Maguire   | Vereinigte Staaten | 3:02:29  |
| 05    | R.F. Hallen       | Vereinigte Staaten | 3:04:59  |
| 06    | Eugene Estoppey   | Vereinigte Staaten | 3:13:43  |
| 07    | D.J. Sullivan     | Vereinigte Staaten | 3:21:30  |
| 08    | J. O. Lynch       | Vereinigte Staaten | 3:23:51  |
| 09    | J. H. Kelley      | Vereinigte Staaten | 3:30:12  |
| 10    | J.E. Enwright     | Vereinigte Staaten | 3:39:15  |